# Asatru

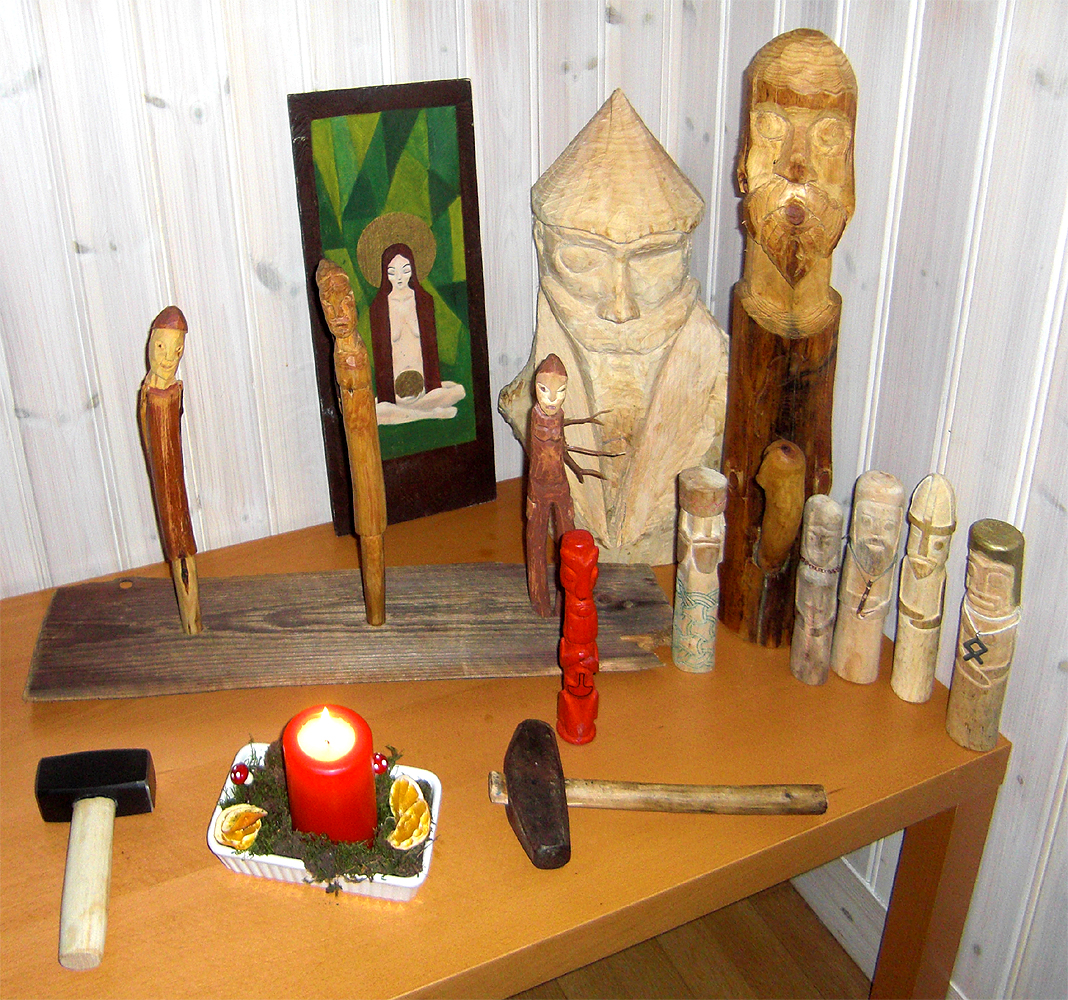
Un altar Asatru.

Asatru (credința în Aesir) este reînvierea religiei pre-creștine a popoarelor germanice - englezii, danezii, germanii și scandinavii. În Islanda, Norvegia și Danemarca, asatru este recunoscută de către stat, comunitățile religioase putînd să oficieze căsătorii legale, să primească donații și să beneficieze de scutiri de taxe. Asatru este o religie reconstruită pe baza documentelor scrise, în principal a celor două culegeri de texte Edda (secolele XIV - XVI).
Asatru consideră valori morale curajul, onoarea, ospitalitatea, independența și libertatea, individualitatea și responsabilitatea, hărnicia și perseverența, loialitatea, respectarea strămoșilor.